# كرومات السيزيوم
 كرومات السيزيوم  مركب كيميائي له الصيغة Cs2CrO4، ويكون على شكل بلورات صفراء.

## الخواص
- تتبع بلورات كرومات السيزيوم النظام البلوري المعيني القائم، وتكون لها المجموعة الفراغية Pnma، وتكون ثوابت الشبكة البلورية a = 8,43 Å و b = 6,30 Å و c = 11,20 Å ، وتكون هناك إمكانية لوجود أربع صيغ لكل وحدة خلية.[3]
- عند تسخين كرومات السيزيوم مع عنصر الزركونيوم فإنه يعطي السيزيوم الفلزي، وأكسيد الكروم الثلاثي وأكسيد الزركونيوم الرباعي [4] حسب المعادلة:

Cs2Cr2O7 + 2Zr → 2Cs + 2ZrO2 + Cr2O3

## التحضير
يحضر كرومات السيزيوم من تفاعل كربونات السيزيوم مع أكسيد الكروم السداسي  حسب المعادلة:
Cs2CO3 + CrO3 → Cs2CrO4 + CO2↑

## الاستخدامات
- يستخدم مزيج كرومات السيزيوم مع الزركونيوم من أجل تحضير فلز السيزيوم.[6]
- يستخدم في المراحل الأخيرة أثناء تحضير الصمامات المفرغة، حيث يتفاعل كرومات السيزيوم مع البورون أو السيليكون ليعطي بخار السيزيوم، والذي يتفاعل مع الغازات المتبقية في الحيز الموجود، مثل الأكسجين أو بخار الماء، مما يعطي تفريغاً أكبر.[4][7]

## السلامة
مركبات الكرومات سامة وهي ضارة بالصحة.